# Marcel Peek
Marcel Peek (3 februari 1961) is een Nederlandse schaker met FIDE-rating 2296 in 2017. Hij is, sinds 2003, een internationaal meester (IM). Daarnaast was hij tot 2015 netcoördinator van NPO 1 bij de Publieke omroep.

## Schaakcarrière
- In 2000 speelde hij mee in het Lost Boys toernooi dat in Amsterdam verspeeld werd. Hij eindigde op de elfde plaats, Mikhail Gurevich werd eerste.
- In 2002 speelde hij in Comacchio (Italië) en won daar van de Kroatische grootmeester Mišo Cebalo.
- Op 25 en 26 juni 2005 werd in Echternach het open rapidschaak-toernooi gehouden dat door zeven schakers gewonnen werd. Peek was een van hen en eindigde met 7,5 punt uit 9 ronden op een gedeelde eerste plaats.

Peek is lid van het schaakgenootschap SOPSWEPS29, een vriendenclub die geen thuiswedstrijden speelt en clubhuis noch spelmateriaal heeft. De vrienden gaan negen keer per jaar op stap voor een partij schaak en een biertje. De letters betekenen dan ook: "Samen op pad spelen wij een potje schaak" en de cijfers staan voor de datum van oprichting.

## Omroep
Op 28 maart 2007 werd Peek benoemd tot nieuwe netmanager van NPO 1 (bij de Nederlandse Publieke Omroep). Hij is in die functie verantwoordelijk voor de programmering van de zender. Peek werkte al geruime tijd bij de publieke omroep. In een reactie op zijn benoeming liet hij het Radio 1-Journaal weten dat omdat Nederland 1 de beste bekeken zender van de publieke omroep is, "revolutionaire veranderingen niet voor de hand liggen". Hij stopte met deze functie per 1 juli 2015 en is sindsdien actief als onafhankelijk media-adviseur.

## Externe koppelingen
- (en)   Informatie over schaakpartijen van Marcel Peek op ChessGames.com
- (en)   Informatie over schaakpartijen van Marcel Peek op 365chess.com
- (en)  FIDE-ratinggegevens voor Marcel Peek